# Gelsenkirchen
Gelsenkirchen (německá výslovnost: IPA: [ˌɡɛlzn̩ˈkɪʁçn̩],  poslech) je německé město ve spolkové zemi Severní Porýní-Vestfálsko. Leží v severní části Porúří. Žije zde přibližně 266 tisíc obyvatel,

## Historie
Gelsenkirchen je poprvé písemně zmiňován již v roce 1150, ale až do 19. století zůstal malou obcí. V období industrializace však významně vzrostl význam celé oblasti. V roce 1840, kdy zde začala těžba uhlí, žilo v Gelsenkirchenu 6000 obyvatel a do roku 1900 populace vzrostla na 138 000. Roku 1913 se zde narodil Werner Mölders.
Na počátku 20. století bylo město a okolí jedním z nejdůležitějších center těžby uhlí v Evropě; bylo nazýváno „městem tisíců ohňů“ kvůli kouřícím šachtám a hořícím haldám.
V roce 1928 byl Gelsenkirchen sloučen s přilehlými městy Buer a Horst a neslo jméno Gelsenkirchen-Buer, ale v roce 1930 bylo přejmenováno na současný název. V období nacismu a druhé světové války zůstal Gelsenkirchen centrem těžby uhlí a na zdejší rafinérie provedli spojenci několik náletů.
V současnosti u Gelsenkirchenu není žádný činný uhelný důl. Město hledající novou tvář se tak potýká s jednou z nejvyšších hodnot míry nezaměstnanosti v Německu (leden 2007 17,7 %). V Gelsenkirchenu je v současnosti největší německá solární elektrárna. V části Scholven stojí i tepelná elektrárna s nejvyššími komíny v Německu (302 metrů).

## Části města

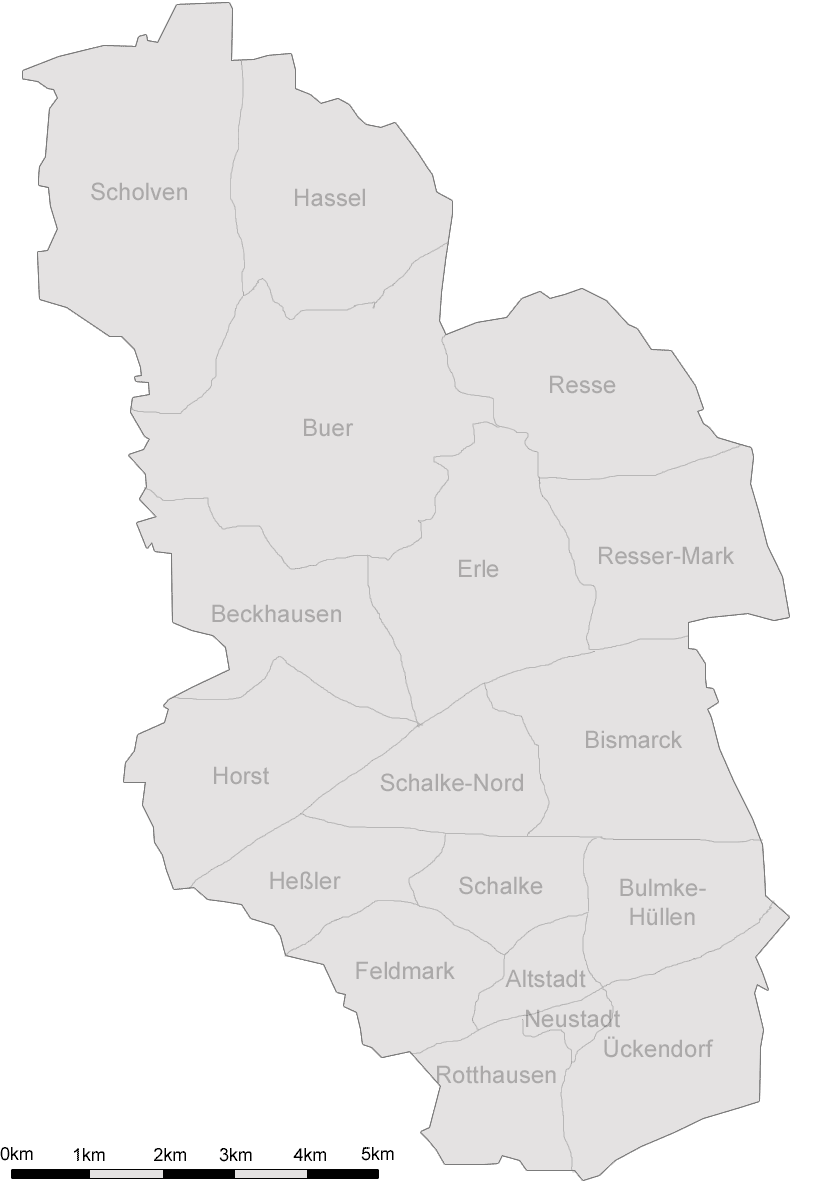
Části města

Město tvoří 5 městských okresů ty se dělí na 18 městských částí:
- Gelsenkirchen-sever: Buer, Scholven, Hassel
- Gelsenkirchen-střed: Staré město, Bismarck, Bulmke-Hüllen, Feldmark, Heßler, Schalke, Schalke-sever
- Gelsenkirchen-západ: Horst, Beckhausen
- Gelsenkirchen-východ: Erle, Resse, Resser-Mark
- Gelsenkirchen-jih: Neustadt (Nové město), Ückendorf, Rotthausen

## Sport
V Gelsenkirchenu sídlí fotbalový klub FC Schalke 04, na jehož stadionu Veltins-Arena se hrála utkání základní skupiny a čtvrtfinále Mistrovství světa ve fotbale 2006 a také úvodní zápas Mistrovství světa v ledním hokeji 2010, kdy byl překonán rekord mistrovství v počtu diváků, kterých se do útrob stadionu vtěstnalo 77 803.

## Partnerská města
- Büyükçekmece, Turecko, 2004
- Chotěbuz, Německo, 1995
- Newcastle, Spojené království, 1948
- Olsztyn, Polsko, 1992
- Šachty, Rusko, 1989
- Zenica, Bosna a Hercegovina, 1969

## Slavní rodáci
- Werner Mölders (1913–1941), letecké eso, stíhací pilot německé Luftwaffe[2]
- Harald zur Hausen (1936–2023), německý lékař, virolog, onkolog a nositel Nobelovy ceny za fyziologii a lékařství za rok 2008[3]
- Olaf Thon (* 1966), bývalý německý fotbalista a trenér[4]
- Manuel Neuer (* 1986), německý fotbalový brankář a reprezentant[5]
- Mesut Özil (* 1988), bývalý německý fotbalový záložník a reprezentant[6]
- İlkay Gündoğan (* 1990), německý fotbalový záložník a reprezentant[7]